# João de Oliveira
João de Oliveira (Ouro Fino, 18 de fevereiro de 1891 — Laguna, 1 de março de 1959) foi um advogado, jornalista e político brasileiro.
Casou com Maria Elisa Collaço de Oliveira, filha de João Luís Collaço.
Bacharel em direito pela Universidade do Rio de Janeiro.
Foi deputado à Assembleia Legislativa de Santa Catarina na 10ª legislatura (1919 — 1921) e na 11ª legislatura (1922 — 1924).
Foi deputado à Assembleia Legislativa de Santa Catarina na 1ª legislatura (1935 — 1937).